# ギニア・エクアトリアル・エアラインズ
ギニア・エクアトリアル・エアラインズ (Guinea Equatorial Airlines: GEASA)は赤道ギニアの首都マラボを拠点とする国内チャーター便を運行する航空会社。ハブ空港はマラボ国際空港。1996年に設立され、国内チャーター便の運行を開始した。
EU域内乗り入れ禁止航空会社に指定されている。

## 機材
2015年2月現在の機材は以下
- 3 Yak-40
- 1 An-72
- 1 ボーイング767-300ER - CEIBAインターコンチネンタルとして運行している